# Ernest Esclangon

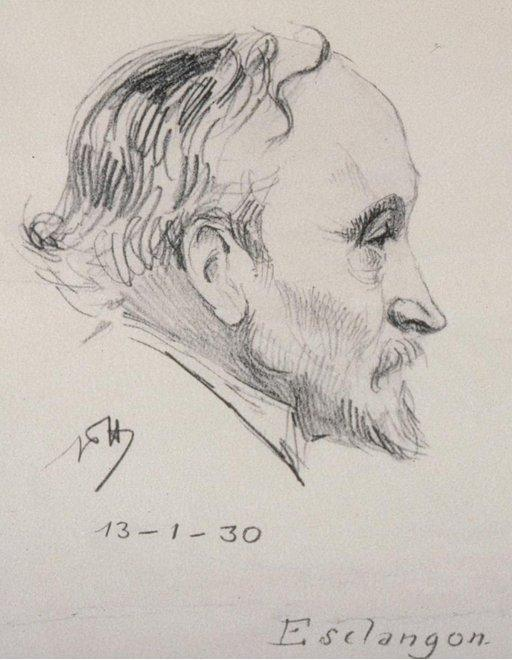
Anonymes Porträt Esclangons

Ernest Benjamin Esclangon (* 17. März 1876 in Mison bei Sisteron; † 28. Januar 1954 in Eyrenville, Département Dordogne) war ein französischer Astronom, Physiker und Mathematiker.

## Leben
Esclangon studierte 1895 bis 1898 an der École normale supérieure, war dann als Astronom am Observatorium in Bordeaux und promovierte 1904 in Paris (über quasiperiodische Funktionen). 1918 wurde er Direktor des Observatoriums in Straßburg und 1919 Professor für Astronomie an der Universität Straßburg. Ab 1929 war er Direktor des Observatoriums in Paris und des Bureau International de l’Heure. Außerdem war er ab 1932 Mitglied des Bureau des Longitudes. 1944 ging er in den Ruhestand.
Als Mathematiker war er ein Pionier in der Beschäftigung mit quasiperiodischen Funktionen (unabhängig von Piers Bohl), die später als fastperiodische Funktionen ausführlich von Harald Bohr behandelt wurden. Im Ersten Weltkrieg beschäftigte er sich mit Ballistik und fand eine Methode, den Standort von Geschützen akustisch zu lokalisieren. 1933 organisierte er eine Zeitansage als Telefon-Service in Paris. Als Astronom verbesserte er die Passageinstrumente.
1935 erhielt er den Jules-Janssen-Preis, 1929 wurde er in die Académie des sciences gewählt. Von 1935 bis 1938 war er Präsident der Internationalen Astronomischen Union. Der Asteroid Esclangona ist nach ihm benannt, ebenso der Mondkrater Esclangon und eine Straße in Paris.